# Feria del Hogar
La Feria del Hogar fue una feria comercial ubicada originalmente en el Distrito de San Miguel, y posteriormente reubicada en el Distrito de Chorrillos, en Lima, Perú, que se inauguró en 1966. Se realizaba en los meses de julio y agosto, en vísperas de Fiestas Patrias.

## Historia
Ubicada en la Avenida La Marina, en el Distrito de San Miguel, nace primero la Feria Internacional del Pacífico, que fue inaugurada en 1959, durante el gobierno de Manuel Prado Ugarteche. Inicialmente el evento se celebraba en el distrito de San Isidro, en el parque La Pera del Amor, pero posteriormente se trasladó a su conocida sede en San Miguel. Su creador, Gosta Lettersten, convirtió una idea de negocio en una gran oportunidad comercial. En un inicio, las atracciones de esta feria no eran muy llamativas, pues solo se concentraban en la exhibición y venta de maquinaria para la industria y electrodomésticos, dirigida por industriales y comerciantes internacionales. Sin embargo la situación cambió en julio de 1966 creando el eslogan Te llama la llama, nace la Feria del Hogar como un anexo de la Feria Internacional del Pacífico y con una nueva imagen de entretenimiento para la familia.
La Feria del Hogar tuvo su máximo apogeo en la década de 1980. Empresas nacionales e internacionales abrían sus consorcios dentro del recinto ferial. Editoriales, empresas automovilísticas, empresas de  telecomunicaciones, tiendas por departamento, etc, aprovechaban la oportunidad en las Fiestas Patrias dentro de la Feria del Hogar.
La Feria además, fue conocida por sus grandes y multitudinarios conciertos en el denominado "Gran Estelar", donde se presentaron artistas nacionales y internacionales, tales como: Héctor Lavoe, Celia Cruz, Rubén Blades, Oscar D'León, Charly García, Fito Páez, Orquesta Mondragón, Joselito, Ricardo Arjona, Eddie Santiago, Antonio Cartagena, Los Fabulosos Cadillacs, Maná, Shakira, Gianmarco, Pedro Suárez-Vértiz, Christian Meier, entre otros. También incluyó en 1982 la participación de grupos folclóricos.
Dada su popularidad también surgieron otras ferias como la Feria de La Molina, la cual fue la competencia directa de la Feria del Hogar, aunque tuvo corta duración (1996 y 1997); y la Feria Lima Outlet (2002), la cual fue suspendida por el incendio que ocurrió en la Discoteca Utopía, en el Distrito de Surco (mismo distrito en que se realizaba).

### Tragedia de la Feria del Hogar de 1997
El 5 de agosto de 1997, durante un concierto del dúo venezolano Servando y Florentino donde asistieron alrededor de 60 000 personas y la Feria sólo tenía capacidad para conciertos de un máximo de 30 000, se produjo la muerte de cinco adolescentes por asfixia que pese a que el bombero Alfredo Sarco les advertía de lo que estaba sucediendo, el dúo continuó cantando.Se cree que debido a la tragedia se desencadenó la caída y popularidad de la feria ya que cada año bajaban las ventas y con ella el índice de visitantes. Aunque cabe señalar que además se debe también a los nuevos centros comerciales que se inauguraban en Lima y que ofrecen sus servicios todos los días del año, y al aumento de las grandes cadenas de supermercados e hipermercados que también ofrecen sus servicios todos los días del año de igual manera. Sin embargo, el verdadero motivo de su cierre ha sido una ordenanza municipal dada por el alcalde de Lima Luis Castañeda Lossio en octubre del 2003.
Ese mismo año, la feria ha tenido su última apertura, en su trigesimoséptima edición.Actualmente casi el 40 % del terreno corresponde a la cadena de hipermercados y supermercados Tottus y la de tiendas de mejoramiento del hogar y de construcción Sodimac Homecenter del grupo de capitales chilenos Falabella, todo ello perteneciente al centro comercial Open Plaza (próximamente Mallplaza) que también alberga restaurantes y una amplia playa de estacionamiento.La parte posterior del predio fue la última en cerrar pero en ella actualmente existen decenas de edificios multifamiliares, habiendo así desaparecido por completo y quedando únicamente en el recuerdo de muchos limeños.

### Reapertura en 2014
Tras 11 años de ausencia, la Feria volvió a abrir sus puertas el 24 de julio del 2014 en un nuevo local, el Centro Cultural Deportivo Lima en la urbanización Cedros de Villa del distrito de Chorrillos por tener dimensiones similares a las 24 hectáreas del anterior local de la avenida La Marina. El proyecto fue liderado por Michelle Lettersten, hija de Gösta Lettersten, quien contrató para el Gran Estelar a Laura Pausini, La India, Rubén Blades, Corazón Serrano, Eva Ayllón, Perku Étniko, Carlos Vives, Fonseca, el grupo inglés James entre otros. En el auditorio también se presentaron numerosos artistas nacionales como Daniel Lazo, William Luna, Julio Andrade, entre otros.
Sin embargo, esta reapertura sólo duró aquella edición.

## Atracciones
Estos son algunas atracciones que se presentaban y se inauguraban en la Feria del Hogar:
- Decora-Ilumina Pabellón N°1: Este pabellones estaban en la entrada de la feria, aquí se vendían artículos para el hogar (mueblería, alfombras, cortinas y otros artículos para el hogar.
- Artefacta Pabellón N°2: Aquí ofrecían lo último en electrodomésticos. La empresa electrónica Philips tuvo gran presencia durante muchos años en este pabellón.
- Pabellón Alemania: Un pabellón que ofrecían productos y servicios desde Alemania.
- Pabellón Recrea Didacta: Ofrecía toda clase de juguetes para todas las edades (educativos, de mesa, motricidad) como también colecciones, libros, instrumentos musicales, estimulación temprana. Faber-Castell, LEGO, Hasbro son algunas de las empresas que instalaban sus stands dentro del pabellón Recrea Didacta.
- Pabellón Utencilia: Pabellón donde se vendía toda clase de utensilios de cocina.
- El Salón de los espejos: Recreación clásica de feria, donde había espejos irregulares que cambian la apariencia de la persona.
- Caricaturas Mario Moreno: El público asistente se llevaba una caricatura al instante, hecha por el reconocido Mario Moreno, quien trabajó en "24 horas" y "Buenos Días Perú".
- Érase una vez en la tierra: Exposición del mundo prehistórico, con exhibición a gran escala de dinosaurios.
- Lima en Miniatura: Una exposición donde se exhibía la ciudad de Lima en miniatura, mostrando los lugares más conocidos e históricos de la ciudad. Este evento todavía existe.[13]
- La Maldición de la Momia: Recreación donde la tumba del Faraón Tutankamón había llegado a Lima. Se recorriá por los oscuros pasillos que llevan hasta su tumba.
- La Nave: Recreación conocida también como la casa del horror, en donde una "supuesta nave alienígena" aterrizó en la Feria del Hogar.
- Metamorfosis:  Atracción donde se explicaba como estaba formado el cuerpo humano. Desde los aparatos y sistemas óseo, nervioso, digestivo, muscular, hasta la piel de una chica.
- Play Land Park: Atracción con juegos mecánicos. Los más destacados eran "El gusanito", La montaña rusa, Tagadá, Noria. "Aventura Park" fue la atracción posterior a esta.
- Aventura en el Amazonas: Mostraba un recorrido en botes a través del río Amazonas con fauna presente.
- La Casa Embrujada: Típica atracción donde se recorrían pasillos oscuros con personajes terroríficos.
- Hekatombe: Atracción que mostraba ciertos elementos catastróficos.
- El Mundo del Agua: Atracción auspiciada por la empresa Sedapal. Mostraba los diferentes ciclos del agua y la importancia de cuidarla.
- Cataclismo en el Colca: Atracción en la que se recorría el Colca a pie y luego pasó a ser un recorrido en un trencito. Mostraba catástrofes en pleno recorrido.
- La Pantalla Gigante de Tv: Pantalla gigante en exhibición.
- Camila La Muñeca Gigante: Atracción educativa donde se mostraba el organismo de la muñeca Camila, haciendo un recorrido dentro de su cuerpo.
- Transbordador espacial Endeavour: Atracción que mostraba una réplica de la nave de la NASA.
- Discotecas: En la feria.